# Антарктички антициклон
Антарктички антициклон (Антарктички максимум притиска) је област високог ваздушног притиска карактеристична за област око Јужног пола на Антарктику. Одлукују га ниска температура и вертикално силазно кретање ваздуха. Захваљујући томе у вишим географским ширинама јавља се антициклон, тј. поље високог ваздушног притиска од 1024 до 1032 милибара.